# サンダー・ホーク
サンダー・ホーク (Thunder Hawk) は、カプコンの対戦型格闘ゲーム『ストリートファイター』シリーズに登場する架空の人物。ゲーム内ではT.ホーク (T.HAWK) と表記される。

## キャラクターの設定
『スーパーストリートファイターII』（以下『スパII』）で追加された4人のキャラクターの内の1人。ネイティブ・アメリカンの部族「サンダーフット族」の出身で、並外れた巨体をもつ筋骨逞しい壮漢。一人称は「私」で、一見無愛想だが情に篤い性格。自然を愛し大地を敬い、争いは好まないが、一度怒ると手がつけられない面をもつ。デニムのベストとジーンズ、フリンジ付きのブーツ姿で、髪に付けた羽根飾りは父の形見である。普段は林業を生業とする傍ら、観光客相手に彫刻の土産物を販売して生計を立てている。
『ストリートファイターII』（以下『ストII』と表記）より30年前に、「聖地」と呼ばれるホークの故郷の土地をベガによって奪われている。村人たちは為す術もなく殺され根絶やしにされたが、幼いホークは父のアロイオ・ホークと共に崩れ落ちる炎の壁に巻き込まれ、滝壺に転落して助かった。ベガの目的は、美しく広大なサンダーフット族の聖地を奪う以外に、優れた格闘家であったアロイオをあえて生かし、彼からの復讐心をサイコパワーの糧にすることだった。しかしアロイオは、ベガの思うがままになることを恐れて、報復を抑えることを選ぶ。息子と共に新たな聖地を作り、奪われた仲間を弔い、その無念と憤りを、誇りある一族の末裔としてふさわしい方法で晴らすことが最良だという苦渋の判断だった。その後、思うようにならず業を煮やしたベガはアロイオの元を訪れて彼を殺害し、息子サンダー・ホークから復讐心を得ようと方針転換する。瀕死の父から真実を聞いたホークは、故郷を取り戻すためシャドルーとの戦いを決意。『ストII』シリーズのエンディングでは故郷にたどり着き、聖地の再建を誓った。
『ストリートファイターZERO3』（以下『ZERO3』）では故郷が壊滅しておらず、「失踪した仲間を救うため」にベガと戦っている。また恋人のジュリアが犯罪組織「シャドルー」に拉致され、洗脳を受けて親衛隊メンバーの一人ユーリとなっていた、という設定が加わっている。エンディングではベガを倒しジュリアを救い出しているが、いまだに洗脳が解けておらず、何年かけてでも彼女を救うと決意している（ジュリア以外の仲間の行方はストーリー中では最後まで不明のまま）。
『ストリートファイターIV』（以下『ストIV』）シリーズでは『スーパーストリートファイターIV』（以下『スパIV』）から登場する。『スパIV』では、故郷は徐々に復興していたが、恋人ジュリアはいまだ行方不明だった。同じメキシコ出身であるエル・フォルテとのライバル戦があり、彼とホークが幼馴染みであるという設定が追加された。単純一途なフォルテを諫めるような発言をするものの、その真っ直ぐさを認めているような一面も見せる。『スパIV』のエンディングではローズの助けもあり行方不明となっていたジュリアと再会する。
彼の父であるアロイオ・ホークのプロフィールは身長212cm、体重140kg、血液型はO型、誕生日は6月30日、好きなものは綺麗な水、嫌いなものは嘘と酒である。
キャラクターのモデルは特にない。『スパII』開発当初は「ジェロニモ」と呼ばれていた。容姿もステレオタイプのインディアンであったため、アメリカのスタッフからクレームがつき、現在の名前とデザインに変更された。企画時はアメリカ出身と設定されていたが、スタッフが途中でアメリカ出身が多すぎると思い設定変更。メキシコにも少数だがインディアンは存在するため、現在の国籍になった。

## ゲーム上の特徴
サガット以上の身長とエドモンド本田以上の体重を持つ、『ストII』シリーズ随一の巨漢である。レバー1回転コマンドによる必殺投げ「メキシカンタイフーン」と、上昇系対空技「トマホークバスター」を備え、登場当時は端的に「昇龍拳を使えるザンギエフ」と表現された。巨体ゆえの長いリーチと高い攻撃力、また上空から強襲する必殺技「コンドルダイブ」による機動力もあり、『スパII』では上位キャラクターの一角を占めていた。
続編の『スーパーストリートファイターIIX』（以下『スパIIX』）では、いくつかの通常技や特殊技「ヘビーボディプレス」の弱体化や、「トマホークバスター」の無敵時間が短くなるなどの調整がなされた。その一方で、追加されたスーパーコンボ「ダブルタイフーン」は、同系統であるザンギエフの「ファイナルアトミックバスター」よりも性能が高く、これを決めて一発逆転を狙うことも可能。
『ZERO3』では家庭用移植版で登場して、その後『ZERO3↑（アッパー）』でアーケード版にも登場した。全体的に動きが鈍重だが、隙が少なく比較的高性能な「トマホークバスター」、リーチが長く独特の性能を持つ通常技、掴みにくくなったものの威力は一線級の「レイジングタイフーン」を駆使してうまく立ち回れるかどうかが鍵となる。
『スパIV』では一部の技の性能やモーションが変更されたものの、基本的に従来の操作性を踏襲している。プレイヤーが使用可能なキャラクターの中では、ザンギエフと並んで全キャラクター中最高の体力値と気絶耐久値を持つのが最大の特徴。全体的に動作が緩慢なことと巨体であることが災いして相手の飛び道具に対しては苦戦することが多いものの、比較的恵まれたジャンプ力と「コンドルダイブ」「コンドルスパイア」などの突進技を駆使すれば得意な接近戦に持ち込むことが可能となっている。

## 技の解説

### 通常技
技名は『スパIV』時のもの。
| 操作     | 立ち（近距離）         | 立ち（遠距離）           | しゃがみ               | 垂直ジャンプ         | 斜めジャンプ             |
| -------- | ---------------------- | ------------------------ | ---------------------- | -------------------- | ------------------------ |
| 弱パンチ | コンドルビーク         | ホークビーク             | アローショット         | アローシュート       | ホークネイル             |
| 中パンチ | ジョークラッシュ       | タタンカホーン           | ホーリートーテム       | アングリートーテム   | コンドルネイル           |
| 強パンチ | モンゴリアンチョップ   | アングリーチョップ       | ハンマーアクス         | アングリートマホーク | アズテックチョップ       |
| 弱キック | ストマックプレスキック | ロンリーキック           | ロープレスキック       | ヘビーコンドルキック | ビガーニーキック         |
| 中キック | ボーンブレイクキック   | フェイスクラッシュキック | ヒールスライドキック   | ヘビーホークキック   | デザートトゥーキック     |
| 強キック | ヘビーリバースキック   | ヘビートラースキック     | デザートストームキック | ダブルヒールキック   | アングリードロップキック |

### 特殊技
スラストビーク
手刀を斜め下方向へ打ち下ろす、中段属性の技。横方向へのリーチは短いが、しゃがんだ相手にも当たる。『スパIV』では上段判定となっているが、リーチが長く攻撃判定も強い。『ストII』シリーズと『ストIV』シリーズで使用する。
ヘビーショルダー
ジャンプ中に肩口を下に向けて攻撃する。『ストII』シリーズと『ストIV』シリーズで使用する。
ヘビーボディープレス
ジャンプ中に体を広げた体当たりで下へ落ちていく。攻撃判定は見た目どおり大きく、「昇龍拳」のような無敵技でなければ潰されにくい。この技を出すことで、空中でのホークの高度が低くなる。『スパIIX』では判定が弱くなり、めくり（相手の裏側へ落ちる飛び込み攻撃。ガード方向を惑わせられる）に使えなくなった（一部のキャラクターを除く）。
ハンティングホーク
『ウルトラストリートファイターIV』（以下『ウルIV』）のオメガエディションで追加。小さく飛び上がり、頂点で両手のチョップを振り下ろす。発生は遅いが、しゃがみガード不能で2ヒットする。動作は『ZERO3』の「コンドルスパイア」に近い。

### 投げ技
メキシカンスルー
軽々と掴み上げた相手を前方へ投げ飛ばす。『ストII』シリーズと『ストIV』シリーズで使用する。
ネックハンギングツリー
掴み技。相手を両腕で持ち上げ、連続で首を締め上げる。『スパIV』では相手を締め上げた後、勢いよく地面に叩きつける。
エルボーストンピング
掴み技。掴んだ相手の顔に連続で肘打ちを叩き込む。『ストII』シリーズのみ使用する。
コンドルハンティング
空中投げ。『ZERO3』でのみ使用する。

### 必殺技
メキシカンタイフーン
「んんんん〜〜!」と声を上げながら、相手の頭を片手で掴んで振り回しつつ空中に跳び上がり、そのまま地面に叩きつける投げ技。威力が高くなるにつれて、跳び上がる高度も比例して高くなる。
ザンギエフの「スクリューパイルドライバー」と同様にレバー1回転コマンドで発動するが、有効範囲は「スクリューパイルドライバー」よりも若干狭いがいわゆる「吸い込み」に充分。『スパIIX』までは失敗時のいわゆるスカリモーションがなかった（その時に押したボタンの通常技が出た）が、『ZERO3』以降ではスカリモーションが出るようになった。『スパIV』の弱「メキシカンタイフーン」は跳び上がらずに相手を振り回し叩きつけるモーションになった。
サンダーバード
『ウルIV』のオメガエディションのEX版「メキシカンタイフーン」。「みなぎった！」の掛け声と同時に相手の首を掴みあげ「トマホークバスター」で上昇し、空中から「メキシカンタイフーン」で地面に叩きつける。EXゲージを2ブロック消費するが、掴み発生時にはアーマー属性が付き威力が高い。
トマホークバスター
地上で構えを取った後、気合の声と共に斜め上方へ跳ぶ体当たり攻撃。上昇すると両腕を翼のように広げる。
出掛かりに無敵時間があり、連続技や相手の攻めを切り返す用途に使えるが、空振りしたりガードされると隙が大きい。『スパIIX』では弱で出した時のみ無敵。
コンドルダイブ
ジャンプ中のみ出せる技。空中から地上に向かって一直線に滑空して体当たりする。
「波動拳」などの飛び道具の隙を狙ったり、「メキシカンタイフーン」を決めた後に素早く接近する手段としても使用できる。
EX版は『スパIV』ではEX版「トマホークバスター」のヒット後のみ発動でき、『スパIV AE』以降は空中で単発で発動できるようになった。
『ウルIV』のオメガエディションではコマンドがPPP同時押しではなく「波動拳」コマンドになり、強で短い距離を真横に、中と弱で地上に向かって突進する。強では真横に飛んだ後は通常技を出すことができ、「コンドルダイブ」を攻撃のみならずジャンプの飛距離を伸ばす役割としても利用できる。
『ウルIV』まではアーマーブレイク属性で当たると跳ね返る動きだったが、オメガエディションではアーマーブレイク属性が削除されて当たるとそのまま着地する動きになった。
コンドルスパイア
『ZERO3』で追加された技。小さく飛び上がり、頂点で両手のチョップを振り下ろす。中段技（しゃがみガード不能）。弱は垂直に飛び上がり、中→強となるに従いジャンプの距離が伸びる。X-ISMでは使用不可。
『スパIV』では小さく飛び上がった後「トマホークバスター」や「コンドルダイブ」と同様の体勢で水平に突進する。
移動距離は短いが打点の低い攻撃を避けながら攻撃したり、相手をかく乱するための移動手段として使ったりすることが可能。
『ウルIV』のオメガエディションでは飛び上がり時にも攻撃判定が付き、アーマーブレイク属性が付いている。
コンドルライズ
『ウルIV』のオメガエディションで追加。踏み込んで垂直に飛び上がる。飛び上がる高さは通常の垂直ジャンプと同じだが、真上に攻撃判定がある。その後は「コンドルダイブ」や空中攻撃ができる。
アースレイジ
『ウルIV』のオメガエディションで追加。地面に拳を撃ち落とし、衝撃波を吹き起こす。弱中強で衝撃波が起きる位置が変わり、EX版は弱中強の位置から流れるように衝撃波を起こす。
通常版は足元にしか攻撃判定が無いが、EX版は衝撃波によって舞い上がった煙の位置まで攻撃判定が付く。

### スーパーコンボ / ウルトラコンボ
ダブルタイフーン
『スパIIX』から使用可能なスーパーコンボ。相手を掴むことに成功すると、2連発で「メキシカンタイフーン」を繰り出す。
『スパIIX』では成立確定時にのみ発動扱い（ゲージを消費）になるため、失敗モーションがなかった。
『ストIV』シリーズではスーパーコンボとして使用。相手を掴むことに成功すると「メキシカンタイフーン（弱）」で地面に叩きつけ、反動で浮いた相手を再び掴み「メキシカーンタイフーン（強）」へと連携して繰り出す。跳ばずに相手を振り回して叩きつけ、反動で空中に浮かんだところをジャンプで追跡し再び掴み、地面に叩きつける。
レイジングタイフーン
『ZERO3』でのスーパーコンボおよび『ストIV』シリーズでのウルトラコンボI。
『ZERO3』版
「メキシカンタイフーン」を連続で決めるスーパーコンボ。技自体は「ダブルタイフーン」と同様だが、Lv3で発動すると3連続になることから名称が変更されている。
有効間合いが非常に狭くなっているほか、発動時の画面が暗転する演出を見てからジャンプで避けられる。また、新たに失敗時のスカりモーションが追加されており、掴みの成否に関わらず発動した時点でゲージを消費するようになった。
『ストIV』シリーズ版
相手を掴むことに成功すると、「メキシカンタイフーン（強）」を繰り出し、相手を振り回しながら跳び上がった後、真下に向かって投げ飛ばす。その直後、自らも倒れた相手の背中に向かって落下し、勢いよくのしかかってダメージを与える。技後は相手の上に座ったまま自身の勝利ポーズと同モーションの動作を行う。
キャニオンスプリッター
『ZERO3』のZ-ISMでのみ使用するスーパーコンボ。「コンドルスパイア」から「トマホークバスター」へ繋げる連続攻撃。しゃがみガード不可だが、威力は「レイジングタイフーン」よりも低い。
レイジングスラッシュ
『ストIV』シリーズにおけるウルトラコンボII。「トマホークバスター」で飛び上がり、空中の相手を捕らえてパワーボムを決め、さらに片手で相手の足を掴み、左右交互に2回ずつ地面に叩きつけて頭上で振り回した後、投げるように地面に叩きつける。

## 他のメディアでのホーク
実写映画『ストリートファイター』ではガイルの部下の軍人という設定。ゲームとの共通点はほとんど無く、固有の技を使うこともない。体格も普通。常にキャミィと一緒に行動していた。実写映画を元にした格闘ゲーム2作品でも操作キャラクターとしては登場しない。
アニメ映画『ストリートファイターII MOVIE』ではゲームと同様の設定で登場するが、ベガとの因果関係は無く、名誉のために有名な格闘家であるケンを倒そうと襲ってくる乱入者として描かれている。躊躇していたケンに激怒し、ガード越しからのモンゴリアンチョップでダメージを与えるが「昇龍拳」で敗北。止めを刺せと言うが、拒否された。
漫画『ストII爆笑!!4コマギャグ外伝』では、エドモンド本田ステージにて「コンドルダイブ」を出そうとジャンプした際に天井を突き破って破壊してしまった他、リュウとの忍者シリーズにて毎回身長が大きすぎて見つかってしまうなど、サガットと共に長身をネタにしたギャグが多く描かれた。

## 登場作品
- スーパーストリートファイターII
  - スーパーストリートファイターIIX
  - ハイパーストリートファイターII
- ストリートファイターZERO3（家庭用のみ）
  - ストリートファイターZERO3↑（アッパー）
  - ストリートファイターZERO3↑↑（ダブルアッパー）
- SNK VS. CAPCOM 激突カードファイターズ全シリーズ（トレーディングカードゲーム版も含む）
- スーパーストリートファイターIV
  - スーパーストリートファイターIV ARCADE EDITION
  - ウルトラストリートファイターIV

## 担当声優・俳優
格闘ゲームでの担当声優
- 飯塚昭三（『ストリートファイターII MOVIE』、『ストリートファイターZERO3』）
- 奈良徹（『ストリートファイターIV』シリーズ）

関連作品での担当声優
- 檀臣幸（実写映画『ストリートファイター』日本語吹き替え・ソフト版）
- 田中正彦（実写映画『ストリートファイター』日本語吹き替え・テレビ朝日版）

担当俳優
- グレッグ・レインウォーター（実写映画『ストリートファイター』）